# Abdessamad Kayouh
Abdessamad Kayouh (: Qaiouh), né le 11 avril 1966 à Oulad Tayma, dans la province de Taroudant, est un homme d'affaires et homme politique marocain affilié au parti de l'Istiqlal. 
Il est membre du comité exécutif du parti depuis plus d’une décennie, devenant ainsi la première personnalité de la région de Souss-Massa à y avoir accès au sein du Parti.
Député de sa région natale depuis 1997, il a occupé plusieurs postes importants, plus particulièrement celui de ministre de l'Artisanat nommé par le roi Mohammed VI. 
Par la suite, en 2018, il est élu premier vice-président de la Chambre des Conseillers du Maroc. Ainsi que le poste de président du groupe d’amitié Maroc-France jusqu’en 2021.

## Parcours
Titulaire d'un diplôme en commerce international à Casablanca en 1986 puis d’un master en Sciences politiques, il a par la suite suivi deux formations intensives en management agricole en Afrique du Sud et aux États-Unis, pour ensuite rentrer au Maroc prendre le relais de son entreprise familiale, conciliant ses responsabilités dans le secteur agricole avec ses engagements politiques, contribuant ainsi de manière significative au développement régional et national.
Il devient membre actif du parti de l'Istiqlal puis il sera élu parlementaire en 1997. Il sera réélu comme parlementaire à la Chambre des représentants en 2002, 2007 et 2011. 
Il est nommé ministre de l'Artisanat par le roi Mohammed VI le 3 janvier 2012 dans le gouvernement d'Abdel-Ilah Benkiran. 
En 2024, il est élu deuxième vice-président de la Chambre des députés.

## Distinctions
- Grand officier de l'Ordre de Rio Branco (Brésil)[3].